# Adrianne Curry
Adrianne Marie Curry (sinh 6 tháng 8 năm 1982 tại Joliet, Illinois) là một người mẫu nước Mỹ, nổi tiếng là người chiến thắng đầu tiên của series truyền hình thực tế America's Next Top Model. Cô kết hôn với Christopher Knight, người đã đóng vai Peter Brady trên The Brady Bunch. Cô chạy show hàng tuần trên đài phát thanh, NowLive radio network trong khi đó cô còn là một nhà đầu tư tài ba.

## Công việc người mẫu
Sau khi chiến thắng Adrianne ký hợp đồng với Wilhelmina Models ở New York. Cô làm người mẫu cho nhiều tạp chí, bao gồm cả Life & Style Weekly, Us Weekly, Star, OK!, Stuff, People, Maxim và thực hiện danh sách Hot 100 của Maxim vào năm 2005, Spanish Marie Claire, Von Dutch, Von Dutch Watches, Salon City, Macy's, Famous Stars và Straps, Lucky, Ed Hardy, Kinis Bikinis, Beverly Hills Choppers, và Merit Diamonds.
Curry's từng catwalk cho rất nhiều sàn diễn bao gồm Anne Bowen xuân 2005, Jamie Pressly, Pamela Anderson's line, Ed Hardy, Von Dutch, và Christopher Deane. Cô xuất hiện trong quảng cáo thương mại cho bộ sưu tập Merit Sirena kéo dài từ tháng 11 năm 2004 đến tháng 1 năm 2006.
Curry từng chụp khỏa thân trên bìa tạp chí Playboy vào tháng hai 2006 (US Version). Cô còn được bình chọn là 25 người phụ nữ sexy nhất
Cuối năm 2006, Curry làm mẫu cho buổi trình diễn công nghệ được tạo ra bởi Nvidia để giới thiệu cho mẫu đồ của họ.